# Challenger de Blois 2024
El torneo Internationaux de Tennis de Blois 2024 fue un torneo de tenis perteneció al ATP Challenger Tour 2024 en la categoría Challenger 50. Se trató de la 10ª edición; el torneo tuvo lugar en la ciudad de Blois (Francia), desde el 17 hasta el 23 de junio de 2024 sobre pista de tierra batida al aire libre.

## Jugadores participantes del cuadro de individuales
| Preclasificado | País                 | Jugador          | Rank1 | Posición en el torneo |
| 1              | Bandera de Francia   | Calvin Hemery    | 213   | FINAL                 |
| 2              | Bandera de Francia   | Clément Tabur    | 236   | Primera ronda         |
| 3              | Bandera de Francia   | Jules Marie      | 237   | Semifinales           |
| 4              | Bandera de Turquía   | Ergi Kırkın      | 254   | Cuartos de final      |
| 5              | Bandera vacío        | Alibek Kachmazov | 268   | Semifinales           |
| 6              | Bandera de Lituania  | Vilius Gaubas    | 278   | Primera ronda         |
| 7              | Bandera de Francia   | Tristan Lamasine | 279   | Primera ronda         |
| 8              | Bandera de Dinamarca | Elmer Møller     | 282   | Primera ronda         |

- 1 Se ha tomado en cuenta el ranking del 10 de junio de 2024.

### Otros participantes
Los siguientes jugadores recibieron una invitación (wild card), por lo tanto ingresan directamente al cuadro principal (WC):
- Thomas Faurel
- Arthur Gea
- Jules Marie

Los siguientes jugadores ingresan al cuadro principal tras disputar el cuadro clasificatorio (Q):
- Florent Bax
- Jacopo Berrettini
- Lucas Bouquet
- Edas Butvilas
- Federico Iannaccone
- Evgeny Karlovskiy

## Campeones

### Individual Masculino
- Ričardas Berankis derrotó en la final a  Calvin Hemery por 7–6(4), 7–5

### Dobles Masculino
- Benjamin Lock /  Courtney John Lock derrotaron en la final a  Corentin Denolly /  Arthur Gea por 1–6, 6–3, [10–4]